# Lucas Pirard
Lucas Pirard (Sprimont, 10 maart 1995) is een Belgisch voetballer die als doelman speelt. Hij speelt sinds 2023 voor KV Kortrijk.

## Clubcarrière
Pirard werd geboren in Sprimont en is afkomstig uit de jeugdopleiding van Standard Liège. Op 18 januari 2015 zat hij voor het eerst op de bank in het competitieduel tegen KVC Westerlo. In augustus 2015 besloot Lommel United om na het vertrek van eerste doelman Yannick Thoelen naar AA Gent, Pirard te huren voor het volledige seizoen 2015/16. Op 11 september 2015 debuteerde de doelman in de tweede klasse tegen Excelsior Virton.
Na één seizoen op uitleenbasis bij Lommel maakte Pirard definitief de overstap naar Sint-Truidense VV. Pirard startte er als doublure van William Dutoit, maar na diens vertrek naar KV Oostende in januari 2017 nam Pirard zijn plaats onder de lat over. Twaalf maanden later verloor hij op zijn beurt zijn basisplaats aan Kenny Steppe.

## Statistieken
| Seizoen         | Club                | Competitie         | Competitie | Competitie | Play-offs | Play-offs | Beker | Beker | Totaal | Totaal |
| Seizoen         | Club                | Competitie         | Wed.       | Dlp.       | Wed.      | Dlp.      | Wed.  | Dlp.  | Wed.   | Dlp.   |
| --------------- | ------------------- | ------------------ | ---------- | ---------- | --------- | --------- | ----- | ----- | ------ | ------ |
| 2014/15         | Standard Luik       | Jupiler Pro League | 0          | 0          | 0         | 0         | 0     | 0     | 0      | 0      |
| 2015/16         | → Lommel United     | Tweede klasse      | 28         | 0          | 0         | 0         | 1     | 0     | 29     | 0      |
| 2016/17         | Sint-Truidense VV   | Jupiler Pro League | 16         | 0          | 6         | 0         | 2     | 0     | 24     | 0      |
| 2017/18         | Sint-Truidense VV   | Jupiler Pro League | 22         | 0          | 5         | 0         | 0     | 0     | 27     | 0      |
| 2018/19         | Sint-Truidense VV   | Jupiler Pro League | 0          | 0          | 8         | 0         | 0     | 0     | 8      | 0      |
| 2019/20         | Waasland-Beveren    | Jupiler Pro League | 10         | 0          | 0         | 0         | 1     | 0     | 11     | 0      |
| 2020/21         | Waasland-Beveren    | Jupiler Pro League | 4          | 0          | 0         | 0         | 0     | 0     | 4      | 0      |
| 2020/21         | → Union Sint-Gillis | Eerste klasse B    | 2          | 0          | 0         | 0         | 0     | 0     | 2      | 0      |
| 2021/22         | Union Sint-Gillis   | Jupiler Pro League | 0          | 0          | 0         | 0         | 0     | 0     | 0      | 0      |
| 2022/23         | Union Sint-Gillis   | Jupiler Pro League | 1          | 0          | 0         | 0         | 0     | 0     | 1      | 0      |
| 2023/24         | KV Kortrijk         | Jupiler Pro League | 0          | 0          | 0         | 0         | 0     | 0     | 0      | 0      |
| Carrière totaal | Carrière totaal     | Carrière totaal    | 83         | 0          | 19        | 0         | 4     | 0     | 106    | 0      |

bijgewerkt tot 16 juni 2021

## Interlandcarrière
Pirard nam in 2012 deel aan het EK onder 17 in Slovenië. Hij stond in doel in de groepswedstrijden tegen Polen (1-0-verlies), Nederland (0-0) en Slovenië (3-1-winst). Met 4 op 9 kwam België een punt te kort om door te stoten naar de halve finale. Op 30 maart 2015 speelde hij ook één interland voor de Belgische beloften: in de eerste kwalificatiewedstrijd voor het EK onder 21 in 2017 kreeg hij tegen Moldavië kreeg hij zijn kans van bondscoach Johan Walem. België won de wedstrijd met 2-1.